# Kouni (Faramana)
Pour les articles homonymes, voir Kouni.
Kouni est une commune rurale située dans le département de Faramana de la province du Houet dans la région du Hauts-Bassins au Burkina Faso.

## Géographie
Kouni est située à environ 9 km au nord-est de Siankoro et à 7 km au sud-ouest de Sagouitta.